# 4tune

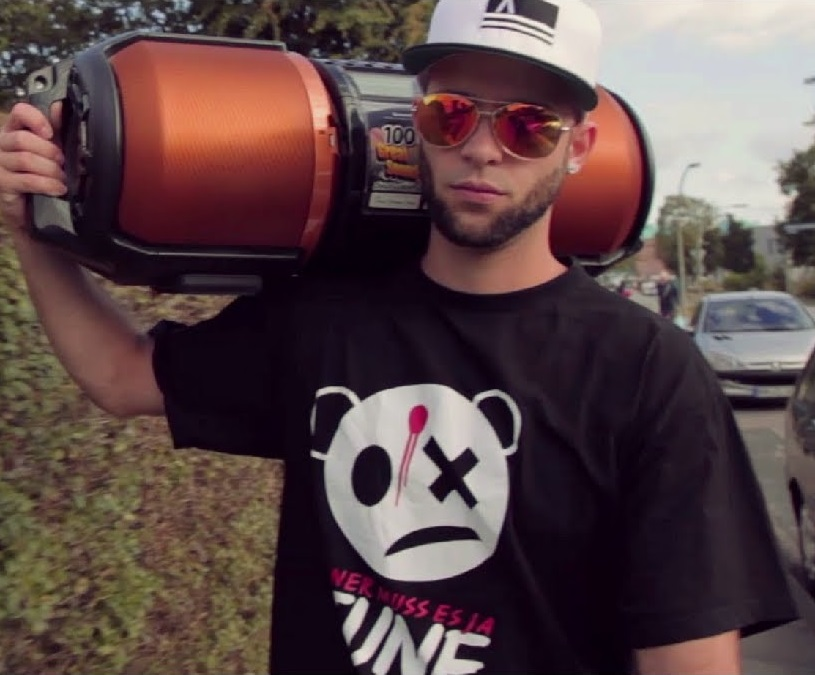
Rapper 4Tune im Jahr 2014

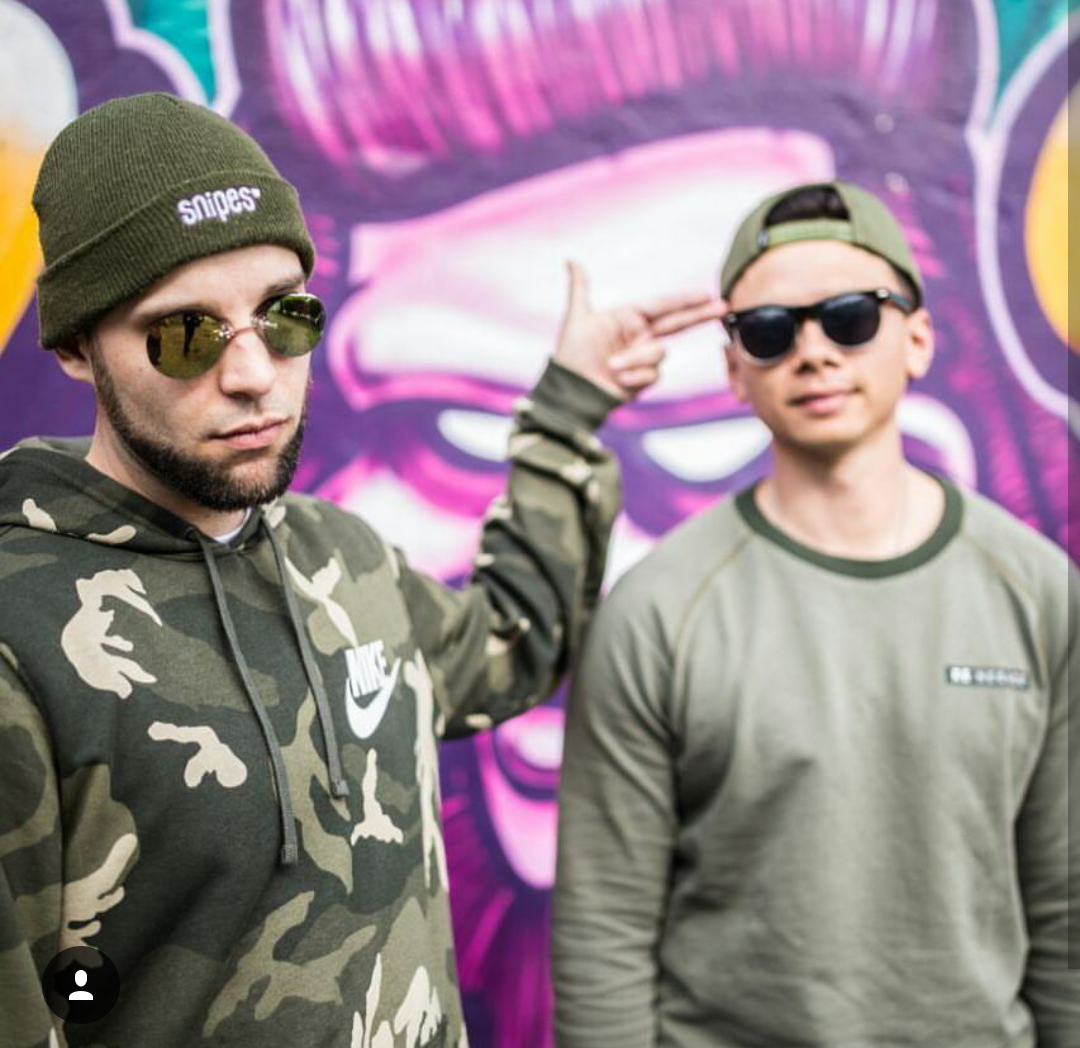
4Tune und Der Asiate im Jahr 2017

4tune (* 29. März 1988 in Hamburg; bürgerlich Mario Müller) ist ein deutscher Rapper und Battlerap-Künstler aus Hamburg. Er orientiert sich am Underground und fügt in seinen Liedern häufig Elemente des Battleraps hinzu. Bekannt wurde er durch seine Teilnahmen und Beiträge im JBB und VBT.

## Leben
Mario Müller schrieb seine ersten Rap-Texte als Jugendlicher im Alter von 15 Jahren. Inspiriert von Künstlern wie Kool Savas, interessierte er sich vorwiegend für Battle-Rap, weil dies ein breites Spektrum an Themen und Vokabular bereithält und es keine größeren Einschränkungen oder Tabus gibt. 2007 war er unter dem Namen Terence Skillz in der Reimliga Battle Arena aktiv. Im Jahr 2011 war er Finalist beim Audiobattleturnier des MZEE-Forums, unterlag jedoch seinem Gegner BattleBoi Basti.
Weitere Erfolge erzielte er im folgenden Jahr als Viertelfinalist des auf rappers.in ausgetragenen Videobattleturniers sowie als Sieger des ersten JuliensBlogBattles und von Bar4Bar. Jedoch verlor er seinen „King“ Titel im JuliensBlogBattle 2013 an SpongeBOZZ. Auch die Besucher des Graffitibox Jam 2012 in Berlin konnte 4tune mit seinem Auftritt überzeugen und somit den dort ausgetragenen Rap-Contest gewinnen. Außerdem verlieh ihm die Webpräsenz Rap.de als Folge einer Umfrage die Auszeichnung Bester Newcomer 2012.
2013 entschied sich 4tune dazu, anstelle des regulären Videobattleturniers an der VBT Splash!-Edition teilzunehmen. Er kämpfte sich bis in das Finale vor und musste sich nur dem Sieger Persteasy geschlagen geben. Trotz seiner Finalniederlage gewann 4Tune einen von 3 Auftritten auf dem Splash 2013, die durch eine Abstimmung unter den rappers.in Usern an Teilnehmer, die sich im Turnierverlauf durch besondere Leistung auszeichneten, vergeben wurden. 2013 reichte er das Lied „No Problem Houston“ beim JuliensBlogContest ein und platzierte sich damit auf den mit 2.500 Euro dotierten 3. Platz.
4tune bildet zusammen mit Happy Beckmann und Dollar John die Gruppe Reimebude, die auch am Video Crew Battle (VCB) teilgenommen hat, sich jedoch bereits im Viertelfinale gegen den Plot geschlagengeben musste, welcher später auch das Turnier für sich entscheiden konnte.
Im Jahr 2011 veröffentlichte 4tune ein Album unter dem Titel ReGeneration, welches kostenlos aus dem Internet heruntergeladen werden kann. Nach Aussage des Künstlers handelt es sich dabei um ein Promo-Album.
Neben seiner musikalischen Karriere besucht 4tune die Freie Schauspielschule Hamburg. Er ist Veganer und beschäftigt sich mit Zauberkunst, was er auch häufig in seinen Liedern thematisiert.
2013 konnte sich 4tune in einem Online-Voting als einer von 49 Kandidaten für die TV-Sendung Millionärswahl auf Pro7/Sat1 qualifizieren, als dessen Gewinner er 1.000.000 EUR bekommen hätte. Er schied allerdings im Halbfinale am 18. Januar 2014 aus.
Mitte 2014 veröffentlichte 4tune über Baba Saad sein zweites Album, welches zunächst Der Fantastische Vier heißen sollte, doch Die Fantastischen Vier verklagten den Rapper wegen der Verwendung ihres Namens. 4tune reagierte mit dem Disstrack Dann doch lieber Cola. Das Album benannte er in Einer muss es ja Tune um.
Ebenfalls 2014 nahm er erneut an „JuliensBlogBattle“ (JBB) teil, schied jedoch bereits im Achtelfinale nach einem Unentschieden in erster Instanz gegen den Rapper Laskah aus. 2016 nahm er an der „MusicCypher“ von Julien Sewering teil und erreichte dort das Viertelfinale.
Ein Comeback gab es für 4tune in einem Bonus-Battle des JBB 2018, dabei kündigte er sein nächstes Album TouRAP Syndrom im Video an. Für viele Fans gilt der Sound dieses Videos als „2014er 4-Tune“, wodurch dieses Battle ohne Gegner mit mehr als 400.000 Aufrufen (Stand Januar 2022) doch sehr starke Klickzahlen erreichte.

## Diskografie
Alben
- 2011: ReGeneration (Free Download)
- 2014: Einer Muss es ja Tune (Erstes Studioalbum von 4tune)
- 2015: ReGeneration 2
- 2017: Bang Shui (Kollaboalbum mit Der Asiate)
- 2022: Ehrenmannsohn

EPs
- 2012: 4Tune Battlepaket Teil 1 (Free Download)
- 2012: Reimebude Battlepaket 2 (Free Download)
- 2018: Bang Shui Remix EP (Produziert von Sebastian Mitchell)
- 2023: Vom up zum down

Singles
- 2013: No Problem Houston
- 2014: Dreams
- 2014: Input
- 2014: Dann doch lieber Cola
- 2016: Satan Unser
- 2016: YouTube Killed The Television Star
- 2016: Flysteppers / Erdogan Style
- 2016: Gotta Fuck'em All (feat. Happy Beckmann und Dollar John)
- 2017: Katja
- 2017: Bang Shui (feat. Der Asiate)
- 2017: Gruppenzwang (feat. Der Asiate und GReeeN)
- 2017: It's a Trap (feat. Der Asiate)
- 2017: Mach dein Dreck (feat. Der Asiate)
- 2019: Baller Koks
- 2019: Blocka
- 2019: Greta (Fridays for Future)
- 2019: Familie Ritter
- 2020: Abstand
- 2020: Zocken (Gaming Song)
- 2020: Feuer
- 2020: Blauer Haken
- 2022: Hentai with Senpai (Waifu Song) (feat. Kimandy)
- 2022: Legende
- 2022: Anthem (feat. Pikayzo)
- 2022: T-Low (feat. Dee Ho)
- 2022: Fynn Ofarim Diss
- 2023: Militante Veganerin (feat. Pikayzo)
- 2023: Du weißt es (feat. Pikayzo)
- 2023: Bad Vibes
- 2023: Jetzt kommst du wieder an
- 2023: Der Pakt (feat. OPFuture)
- 2023: Kaiju (feat. OPFuture)
- 2023: Satoru Gojo (feat. OPFuture)
- 2023: Gio Diss
- 2023: Shenlong
- 2024: Militante Veganerin Diss 2.0
- 2024: Leises Herz (feat. Pikayzo)
- 2024: Hoch
- 2025: Tattoos